# کریس ویتی
کریس ویتی (انگلیسی: Chris Witty؛ زادهٔ ۲۳ ژوئن ۱۹۷۵) اسکیت‌باز سرعت اهل ایالات متحده آمریکا بود.
وی در مسابقات کشوری و بین‌المللی در مجموع برندهٔ ۲ مدال طلا، ۲ مدال نقره، ۲ مدال برنز شده‌است.